# قصة حلم (مسلسل إسباني)
قصة حلم (بالإسبانية: Derecho a soñar)‏ هو مسلسل تلفزيوني إسباني مدبلج للغة العربية عرض على دبي وان في 2020.

## القصة
تمكنت جوليا روخاس، وهي شابة متواضعة ذات حياة صعبة، بعد العديد من الجهود للتخرج في القانون وتعتزم أن تكون جزءًا من مكتب محاماة مرموق، لكن لم تسير الأمور كما خططت حيث سيتم تعيينها وزيرة للخارجية. هناك ستجتمع مع خورخي، أحد شركاء الشركة مع عدد كبير من الزملاء، وهكذا ستدخل جوليا عالماً يكون فيه الحب والصداقة والخيانة والطموح جزءًا من الحياة اليومية لجميع شخصياتها.

## روابط خارجية
- قصة حلم (مسلسل إسباني) على موقع IMDb (الإنجليزية)
- قصة حلم (مسلسل إسباني) على موقع كينوبويسك (الروسية)